# 神々の乱心
『神々の乱心』（かみがみのらんしん）は、松本清張の長編推理小説で、絶筆作品の一つである。『週刊文春』に連載され（1990年3月29日号 - 1992年5月21日号を最後に休載、8月4日に亡くなった）、1997年1月に文藝春秋で没後刊行された。
大正末期と昭和初期を舞台に、大日本帝国を根底から侵食せんとする新興宗教団体の陰謀を描く歴史ミステリーであり、物語には、当時の実際の政治・社会情勢が折り込まれており、モデルが推定される登場人物・団体もある。
未完作で、本書内で語られる事件の謎は十分に解明されないまま、単行本・文春文庫版ともに、下巻の巻末に編集部注が付され、著者が担当編集者に語っていた構想など、結末を想像する手がかりが示されている。

## あらすじ
昭和8年のこと、埼玉県比企郡のとある町に、「月辰会研究所」という降霊術の研究団体があった。特高警察の吉屋警部は、内部の様子を聞こうと、研究所から出てきた若い女性に質問するが、その女性・北村幸子が宮中に奉仕する深町女官の使いであることが判明し、仰天する。幸子の所持する封書には、北斗七星に新月を組み合わせた奇怪な紋章が付されていた。深町女官と月辰会の関係をいぶかしんだ吉屋が探りを入れようとした矢先、幸子は奈良県の吉野川で投身自殺をしてしまう。自分の尋問のせいかと責任を感じた吉屋は、幸子の葬儀に顔を出すため吉野町に向かった。自殺現場で冥福を祈る吉屋の前に、深町女官の弟・萩園泰之が現れる。幸子の弟・友一の依頼を受けた萩園泰之も、事件に首を突っ込み始める。
月辰会の起源は大正15年に遡る。関東軍の情報将校だった秋元伍一は、日本を陰で操るという自分の野望を果たす為に満州で新興宗教を探す中で、江森静子という霊媒師と出会い意気投合する。日本に帰国した秋元は平田有信と改名して月辰会を興し、教祖となり恐ろしい程当る静子の霊能力を武器に宮中の中枢へ食指を伸ばす。やがて宮中の実力者たちや陸軍将校など多数が入信し、平田も古物商から偽の三種の神器を手に入れる。その頃宮中では天皇を呪い殺す陰謀が露見する。
やがて教団が大きくなるにつれ、静子は平田も手がだせないくらいに暴走を始める。

### 結末の構想
本作品は清張の死去により未完に終わったが、生前結末の構想を編集者に語っていたという。その概略は「野望を成し遂げる寸前の平田は、手に負えなくなった静子に替わり美代子へ代替わりさせようとしていることに激怒した静子の呪いを受け、雷に打たれて絶命する」というものだったという。

## 登場人物
吉屋謙介
埼玉県特高警察の警部。普段の拠点は浦和町の県警察部。月辰会に関わる怪事件を捜査する。
萩園泰之
藤原不比等を祖とする子爵・萩園泰光の弟。吉屋警部とともに本作の探偵役となる。
青山に住み、「華次倶楽部」という公家次男の親睦団体を結成している。
萩園彰子
深町女官にして、深町掌侍。
泰之の姉。皇宮御内儀に奉仕している。なお、「深町」は宮中での源氏名である。
伏小路為良
華次倶楽部の会員で、泰之と親しい。華族内での情報通。
北村幸子
彰子の部屋子であり、使いとして月辰会に出入りしていたが、吉野川で謎の投身自殺を遂げる。
北村久亮
幸子の父で、吉野町の倉内坐春日神社の宮司をしている。
北村友一
幸子の兄で、春日神社の禰宜をしている。
大島常一
埼玉県特高警察の課長で、吉屋警部の上司。
足利千代子
喜連川典侍で、室町幕府古河公方の末裔である。41年間宮中に出仕したのち、栃木県の佐野に隠棲している。71歳。
秋元伍一
元関東軍の情報将校。満州から帰国後、平田有信を名乗り、教祖として江森静子と共に月辰会を興す。
江森静子
霊媒師。満州で秋元と出会い意気投合し、帰国後に月辰会を興す。
美代子
静子の娘。

## エピソード
- 文藝春秋の担当編集者・藤井康栄によると、年号が平成に変わった時にオウム真理教が電信柱に貼っていた広告が、まだ具体的にアイデアを煮詰めてはいなかった本作を書く契機になったという[2]。
- 藤井によれば、著者は週刊文春の綴じ込みを常に机のところに置いて手を入れており、連載中は多様なトピックをまず盛り込み、あとで小説全体としてよくないと思えば削る、というやり方で作品を作っていたことが示唆されている。著者が亡くなった際には後半部分にも手が入れられてはいたが、著者が健康であれば作品前半と突き合わせる作業をしたに違いない、と藤井は述べている。週刊文春連載時には後醍醐天皇の南朝に話が広げられ、また田中正造の明治天皇への直訴について触れているが、完成稿ではこれらの記述の多くが削られている[3]。